# Boturtxu
Boturtxu (en rus: Ботурчу) és un poble de la república de Txetxènia, a Rússia, segons el cens del 2010 no tenia cap habitant.